# Тит Манлій Торкват (консул 235 до н. е.)
Тіт Манлій Торкват (лат. Titus Manlius Torquatus; помер у 202 році до н. е.) — римський полководець і політичний діяч з патриціанського роду Манліїв, консул 235 і 224 років до н. е., цензор 231 року до н. е. Воював з галлами, двічі придушував повстання на Сардинії (235 і 215 роках до н. е.).

## Походження
Тіт Манлій належав до одного з найзнатніших патриціанських родів Риму. Манлії обіймали вищі посади в республіці, починаючи з 480 року до н. е., а свій розквіт пережили в IV столітті до н. е., першу і другу третини якого Фрідріх Мюнцер назвав їх «героїчним століттям». Згідно з Капітолійськими фастами, у батька і діда Тіта Манлія був той же преномен — Тіт. На думку Мюнцера, Торкват міг припадати своєму старшому сучаснику Авлу Манлію Торквату Аттіку, також сина Тіта, онука Тіта, швидше племінником, ніж братом; в цьому випадку він міг бути праонуком консула 299 року до н. е. того ж імені.

## Життєпис
Перші згадки про Тіта Манлія в збережених джерелах відносяться до 235 року до н. е., коли він став консулом спільно з плебеєм Гаєм Атілієм Бульбом. Торкват придушив повстання сардів і був вшанований за цю перемогу тріумфом. Завдяки йому в Римі були закриті двері храму Януса, що символізувало загальний мир; це відбулося вперше після часів легендарного царя Нуми Помпілія, а в наступний раз безперервні війни закінчилися тільки при Октавіані Августі.
У 231 році до н. е. Тіт Манлій став цензором спільно з плебеєм Квінтом Фульвієм Флакком. Правда, незабаром було вирішено, що обрання пройшло з похибками, і обом цензорам довелося скласти повноваження. У 224 році до н. е. Торкват вдруге отримав консульство, причому його колегою знову був Квінт Фульвій Флакк. Роком раніше римляни розгромили галльські племена бойїв та інсубрів при Теламоні; тепер було вирішено закріпити цю перемогу вторгненням у землі ворога. Торкват і Флакк з армією першими з римлян перейшли річку Пад. Згідно Полібію, «першим натиском вони навели такий жах на бойїв, що ті змушені були віддати себе під опіку римлян», а більше під час цієї кампанії нічого не сталося через зливи та спалах чуми. З іншого боку, Оросій згадує тільки бій з інсубрами, в якому, за його даними, загинули 23 тисячі галлів, а ще 6 тисяч були взяті в полон.
Наступного разу Тіт Манлій з'являється в джерелах у зв'язку з подіями 216 року до н. е., коли в Італії йшла війна з Ганнібалом. Після поразки при Каннах він виступив у сенаті проти виплати викупу за полонених, і цим продемонстрував, за словами Лівія, свою «старовинну суворість, що сягала до жорстокості». У тому ж році він висловився проти пропозиції про поповнення сенату латинами; в обох випадках його точка зору перемогла.
У 215 році до н. е. загострилася ситуація на підкореній колись Торкватом Сардинії. Місцева племінна аристократія підняла повстання проти Риму і закликала на допомогу карфагенян. Тому сенат надав Тіту Манлію імперій проконсула і направив на цей острів з 5 тисячами піхотинців і 4 сотнями вершників. Торкват висадився поблизу міста Караліс та прийняв під своє командування провінційні війська; у загальній складності у нього було тепер 22 тисячі піхоти й 1200 кавалеристів. З цією армією він у першій ж битві розбив повсталих і відтіснив їх на західне узбережжя. У цей момент на Сардинії висадилися карфагеняни під командуванням Гасдрубала Лисого, які об'єднали свої сили з повстанцями. Проконсул відступив до Каралісу, але незабаром дав генеральну битву ворогові, в якому здобув повну перемогу: сарди, що займали один з флангів ворожої армії, побігли під натиском римської піхоти, після чого карфагеняни були оточені та перебиті. Всього загинуло 12 тисяч воїнів з розбитої армії, а ще 3700, включаючи Гасдрубала Плішивого, потрапили до полону. Керівник повстання Гампсікора заподів собі смерть, римляни заново підкорили весь острів, взяли заручників від місцевих громад і з багатою здобиччю повернулися до Італії.
У 212 році до н. е. Тіт Манлій претендував на посаду великого понтифіка, яка звільнилася зі смертю Луція Корнелія Лентула Кавдіна. Його конкурентом був старий колега Квінт Фульвій Флакк, але несподівано для всіх на виборах переміг Публій Ліциній Красс Дів — молодий нобіль, який ще не займав курульних посад. У 211 році до н. е. Торкват опинився серед претендентів на посаду консула, і центурія молодших Вотурієвої Трибатриби, яка традиційно голосувала першої, віддала перевагу саме йому, але тут Тіт Манлій взяв самовідвід. Спочатку він послався на очну хворобу, але тут же пояснив, що є більш серйозна причина: «Ні я, ставши консулом, не перенесу ваших звичаїв, ні ви — моєї влади». Деякі пізні автори, розповідаючи про цей епізод, плутають Торквата з його предком — Тітом Манлієм Імперіозом Торкватом. Зрештою консулом-патрицієм 210 року до н. е. став Марк Валерій Левін.
На початку 210 року до н. е. Тіт Манлій підтримав в сенаті Марка Клавдія Марцелла, на якого подали скаргу жителі Сиракуз. У наступному році цензор-патрицій Марк Корнелій Цетег хотів поставити Торквата на чолі списку сенаторів, але був змушений поступитися своєму колезі-плебею Публію Семпронію Тудітану, який наполягав на кандидатурі Квінта Фабія Максима. Останнім епізодом політичної діяльності Тіта Манлія стала диктатура 208 року до н. е.; диктатор і його начальник кінноти, Гай Сервілій Гемін, організували вибори консулів на наступний рік.
На виконання обітниці, даної претором Марком Емілієм, Торкват влаштував Великі ігри (у 208 році до н. е.) і дав обітницю влаштувати через п'ять років ще одні; у 203 році до н. е. він зробив і це. Тіт Манлій помер у 202 році до н. е.

## Нащадки
Імовірно сином Тіта Манлія був військовий трибун Авл Манлій, який у 208 році до н. е. загинув у тій же карфагенській засідці, що і Марк Клавдій Марцелл. Синами цього трибуна були Тіт і Авл Манлії Торквати, консули 164 та 165 років до н. е. відповідно.